# Sortbuget trappe
Sortbuget trappe (Eupodotis melanogaster eller Lissotis melanogaster) er en fugleart, der lever i det subsahariske Afrika.